# Synchroniseur (automobile)
Pour les articles homonymes, voir Synchroniseur.
En automobile, un synchroniseur (généralement abrégé en synchro) est un système mécanique d'une boite de vitesses permettant de ramener l'arbre moteur et le pignon sélectionné à la même vitesse angulaire pour éviter les craquements, et donc faciliter le passage des rapports et le confort de conduite.

## Avantage
Ce système permet de ne pas avoir besoin de recourir au double débrayage lors du passage des rapports de boîte, la synchronisation des arbres primaire et secondaire de la boite de vitesses se faisant automatiquement grâce au synchroniseur.

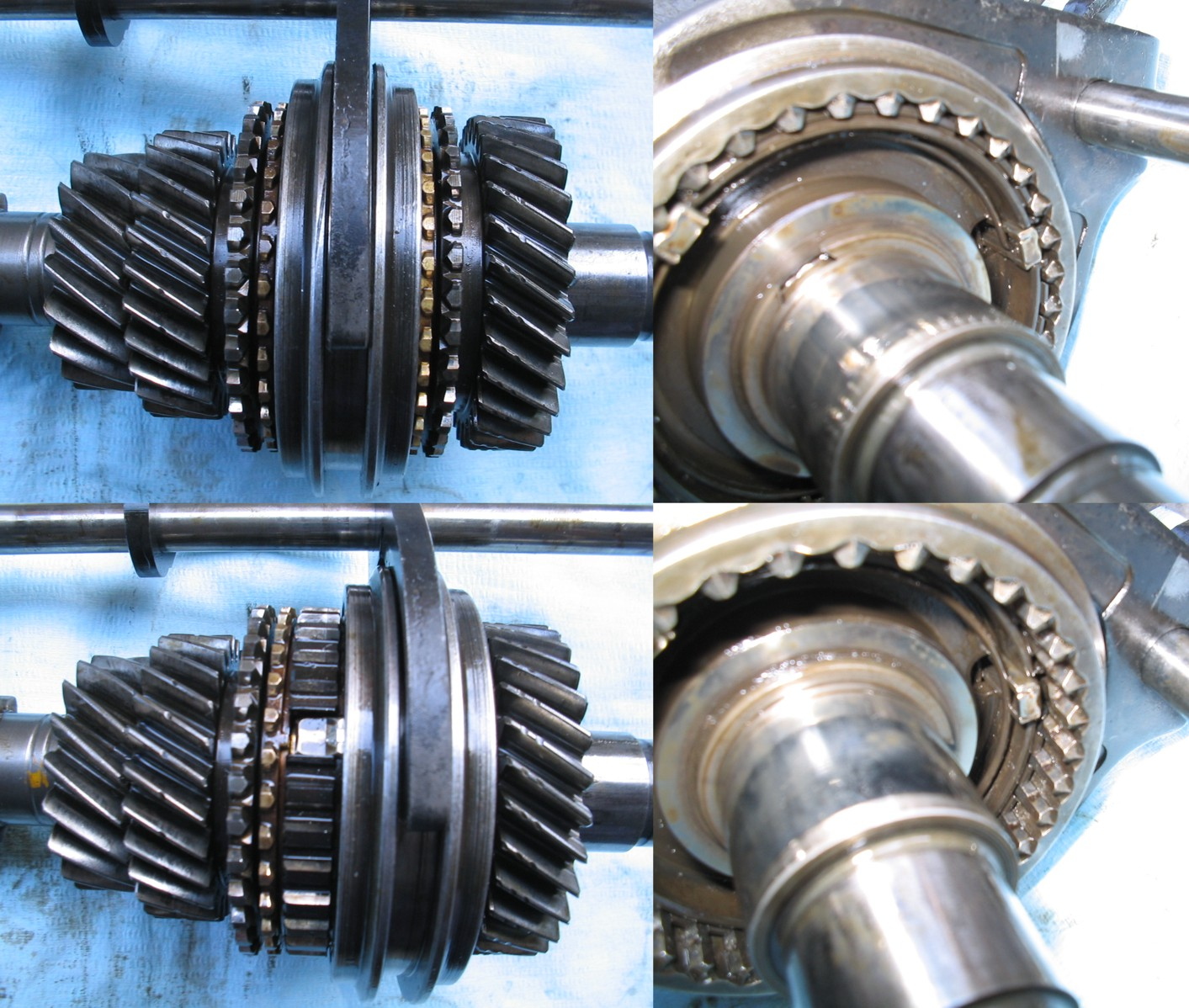
Sous-système d'une boîte de vitesses, constitué de deux rapports synchronisés.
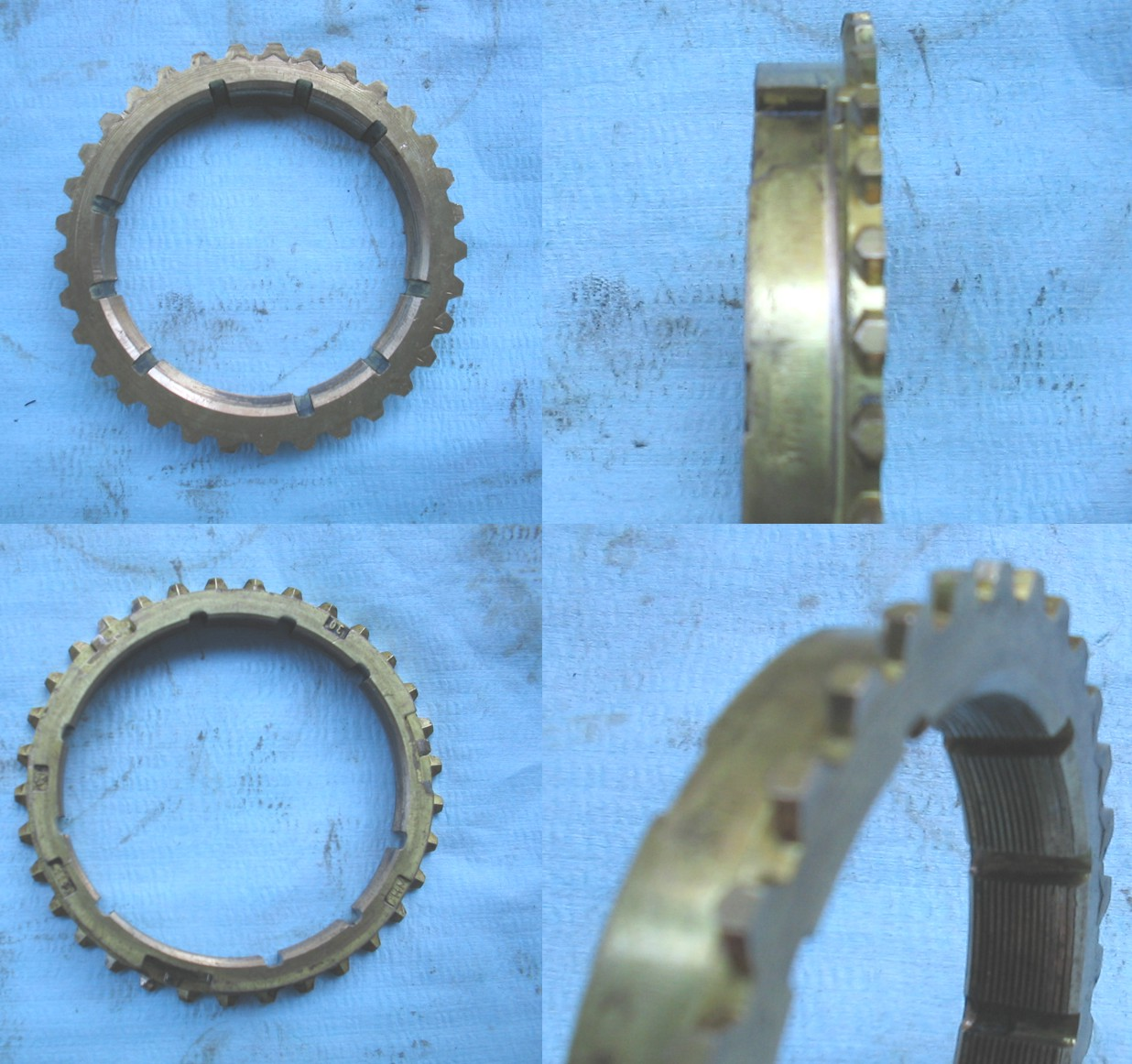
Synchroniseur en laiton.